# 団地奥様パック旅行事件簿
『団地奥様パック旅行事件簿』（だんちおくさまパックりょこうじけんぼ）は、2001年から2002年にテレビ東京系「女と愛とミステリー」で放送されたテレビドラマシリーズ。全2回。主演は岡江久美子。

## あらすじ
団地妻3人組が旅先で日本民話になぞらえた事件に遭遇し解決する。

## キャスト

### 主要人物
吉永香織
演 - 岡江久美子
推理作家志望の専業主婦。
藤村紀子
演 - 柴田理恵
専業主婦。「コスモス人材派遣」社長。
広未凌子
演 - 深浦加奈子
専業主婦。結婚式の司会者として働く。
小村優菜
演 - 望月さや
謙介の助手。
吉永謙介
演 - 船越英一郎
香織の夫。「中央新聞」記者。

### ゲスト
第1作「かぐや姫伝説殺人事件」（2001年）
- 月谷満代（安倍の婚約者・造り酒屋の孫娘） - 小松千春
- 石山英次（健彦の同級生・健康食品販売会社社員） - 日比野玲
- 永野和平（健彦の同級生・タクシー運転手） - 湯江健幸
- 安倍健彦（竹林で殺害された男性） - 武野功雄
- 大友幸夫（健彦の同級生） - 萩野崇
- 上田頼子（健彦の同級生・郷土料理の女将） - 橋本志穂
- 安倍の両親 - 平野稔、池田道枝
- 大城誠吾（満代の実父） - 世古陽丸
- 大城智代（満代の実母） - 元井須美子
- 広未リサ（凌子の娘） - 相坂真菜美
- バーの店員 - 飯塚俊太郎
- 鑑識 - 藤田大介
- 借金取り - 元気安
- 草野（尾道南警察署 刑事） - ベンガル
- 月谷弥兵衛（造り酒屋「月谷酒造」オーナー） - 名古屋章
- 古賀プロダクション、フォワードタレントオフィス、劇団東俳、ジャパンアクションエンタープライズ

第2作「草津・榛名・伊香保 混浴温泉殺意の連鎖」（2002年）
- 天野舞衣（ツアーバスガイド） - 細川ふみえ
- 永田宏美（三沢の元部下） - 川合千春
- 三沢百合子（こけし人形家） - 星遙子
- 川島一輝（こけし作家） - 岡田浩暉
- 小料理屋女将 - 池田道枝
- 宮司 - 春海四方
- 主婦 - 八重沢真美
- 三沢洋一（「こけし堂本舗」社長） - 羽場裕一
- OL - 稲田奈緒、桜井ちひろ、後藤祐里
- 刑事 - 前田健、森田雅晴
- 三沢大三郎（先代のこけし人形家） - 川合伸旺
- 飯塚（「こけし堂本舗」社員） - 山田吾一
- 相川やすし、村本准也、長塚道太、テアトルアカデミー、古賀プロダクション

## スタッフ
- 原作 - 野村正樹
- 脚本 - 橋本以蔵
- 監督 - 伊藤寿浩
- プロデューサー - 森川真行、不破敏之
- 制作 - テレビ東京、BSジャパン、ファインエンターテイメント

## 放送日程
| 回数 | 放送日         | タイトル                              | 原作                           |
| ---- | -------------- | ------------------------------------- | ------------------------------ |
| 1    | 2001年11月28日 | かぐや姫伝説殺人事件                  | 『尾道・竹原〈かぐや姫〉殺人』 |
| 2    | 2002年9月25日  | 草津・榛名・伊香保 混浴温泉殺意の連鎖 | 『山陰名湯〈瓜子姫〉殺人』     |